# Stigmachrysa kervillei
Stigmachrysa kervillei is een insect uit de familie van de gaasvliegen (Chrysopidae), die tot de orde netvleugeligen (Neuroptera) behoort. 
Stigmachrysa kervillei is voor het eerst wetenschappelijk beschreven door Navás in 1925.